# 광명로 (시흥 광명)
광명로(Gwangmyeong-ro)는 경기도 시흥시 목감동 논곡사거리에서 광명시 광명동 개봉교사거리를 잇는의 도로이다.

## 주요 경유지
- 시흥시 (목감동) - 광명시 (학온동 . 광명동)

## 노선
| 이름                   | 접속 노선                 | 소재지 | 소재지 | 비고 |
| ---------------------- | ------------------------- | ------ | ------ | ---- |
| 논곡사거리             | 국도 제42호선 (수인로)    | 시흥시 | 목감동 |      |
| 가학1교                |                           | 광명시 | 학온동 |      |
| 가학삼거리             | 서독로                    | 광명시 | 학온동 |      |
| 광명 나늘목 (지하차도) | 제110호선 제2경인고속도로 | 광명시 | 학온동 |      |
| 농촌사거리             | 범안로                    | 광명시 | 학온동 |      |
| 범일로사거리           | 금하로                    | 광명시 | 학온동 |      |
| (이름없음)             | 부광로                    | 광명시 | 광명동 |      |
| 광남사거리             | 두길로 도덕로             | 광명시 | 광명동 |      |
| 광명교육청 삼거리      | 광명로775번길             | 광명시 | 광명동 |      |
| 광명6동삼거리          | 광화로                    | 광명시 | 광명동 |      |
| 새마을시장삼거리       | 광명로831번길             | 광명시 | 광명동 |      |
| 한진아파트삼거리       | 광명로878번길             | 광명시 | 광명동 |      |
| 광명사거리             | 오리로                    | 광명시 | 광명동 |      |
| 개봉교사거리           | 목감로                    | 광명시 | 광명동 |      |
| 개봉로와 직결          |                           |        |        |      |

## 주요 건물 및 시설
- SK에너지 벌말셀프 주유소 (광명로 38/가학동 897)
- GS칼텍스 경원주유소 (광명로 136/가학동 639-1)
- SK에너지 행복충전 가학충전소 (광명로 159/가학동 563)
- HD현대오일뱅크 경동석유산업 고속철주유소 (광명로 207/가학동 419-2)
- SK에너지 장미셀프주유소 (광명로 269/노온사동 942)
- S-OIL 대복주유소 (광명로 344/노온사동 669)
- 기아자동차 오토큐 광명IC점 (광명로 351/노온사동 351)
- 타이어프로 광명IC점 (광명로 397/노온사동 572-105)
- SK에너지 광명나늘목셀프주유소 (광명로 417/노온사동 572-3)
- GS칼텍스 통일주유소 (광명로 561/노온사동 197-3)
- SK에너지 학온셀프주유소 (광명로 627/광명7동 665-3)
- 현대오일뱅크 다원FNC 광명충전소 (광명로 675/광명동 621-7)
- 한국타이어 광명점 (광명로 698/광명동 511-1)
- 알뜰 광일알뜰주유소 (광명로 712/광명동 506-1)
- 광명스피돔 경륜본장 (광명로 721/광명동 780)
- 맥도날드 광명DT점 (광명로 765/광명동 754-4)
- HD현대오일뱅크 하이웨이에너지 (광명로 769/광명동 754-2)
- 광남지구대 (광명로 772/광명동 752-4)
- 새마을금고 광명제일새마을금고 본점 (광명로 773/광명동 754)
- 광명교육지원청 (광명로 777/광명동 384-7)
- 광남중학교 (광명로 785/광명동 384-6)
- 광명6동우체국 (광명로 827/광명6동 340-1)
- 농협 광명서지점 (광명로 829/광명동 340-5)
- 파리바게뜨 광명6동점 (광명로 830/광명동 342-7)
- SK텔레콤 광명중앙대리점 본점 (광명로 840/광명동 290-64)
- KB국민은행 광명지점 (광명로 843/광명동 289-4)
- 이디야 광명사거리점 (광명로 846/광명동 290-34)
- S-OIL 광생주유소 (광명로 856/광명7동 295-20)
- GS25 광명한사랑점 (광명로 877/광명동 200-6)
- 우리은행 광명사거리역점 (광명로 877/광명동 200-6)
- 세븐일레븐 광명한진점 (광명로 887/광명동 158-798)
- LG유플러스 광명동 광명사거리역점 3번출구점 (광명로 894/광명동 158-1347)
- 신한은행 광명지점 (광명로 906/광명동 158-81)
- 스타벅스 광명사거리역점 (광명로 907/광명동 158-86)
- 세븐일레븐 광명역사점 (광명로 911/광명동 158-87)
- 삼성스토어 광명점 (광명로 918/광명동 158-68)
- 새마을금고 광명새마을금고 본점 (광명로 922/광명동 141-7)
- GS25 광명프라임점 (광명로 942/광명동 102-1)
- 광명2동 행정복지센터 (광명로 947/광명동 93-3)
- 광명2동 우체국 (광명로 944/광명동 92-7)
- 새마을금고 광명새마을금고 광일지점 (광명로 951/광명동 93-1)
- CU 광명2동점 (광명로 957/광명동 56-1)